# Carl Petter Peterson

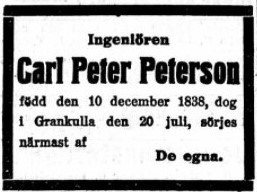
Dödsannons i Hufvudstadsbladet den 21 juli 1916.

Carl Petter Peterson, född 10 december 1838 i Ryssnäs, Seglora församling, död 14 juli 1916 i Grankulla utanför Helsingfors, var en svensk ingenjör och redare, verksam i Sankt Petersburg mellan mitten av 1800-talet fram till första världskriget. Carl Peterson fick två söner: ingenjör Johan Reinhold Pettersson och professor Carl Edvin Pettersson. 
Carl Peterson avlade ingenjörsexamen i Sankt Petersburg 1864 och flyttade därefter till Kronstadt på ön Kotlin i Finska viken, som var den ryska flottbasen i väster. Carl Peterson arbetade till att börja med för det ryska amiralitetet, men började parallellt att bygga upp sina egna verksamheter. Peterson ritade och utvecklade undervattensfarkoster, muddringsverk, dockor och bärgningsteknik och grundade rederiet Neptun.